# Parques Nacionais da Costa Rica
Existem ao todo 26 Parques Nacionais na Costa Rica, os quais são administrados pela SINAC, um departamento do Ministério do Meio Ambiente e Energia (MINAE) da Costa Rica.
As políticas progressivas de proteção ambiental e o ecoturismo sustentável no Sistema de Parque Nacionais da Costa Rica tem sido postas como modelo para outros países. As florestas úmidas, florestas tropicais, áreas marinhas e pântanos da Costa Rica são os principais assuntos de muitas universidades e organizações científicas. O enriquecimento do conhecimento mundial sobre esses habitats é uma contribuição inestimável do Sistema de Parques Nacionais da Costa Rica.
A Cordilheira de Talamanca abriga uma séries de parques nacionais e outras áreas preservadas, incluindo o Parque Nacional La Amistad, que se estende até o Panamá. Ao sul da Península Osa há o Parque Nacional Corcovado, que preserva um remanescente de floresta úmida que é única no mundo. O Parque Nacional Manuel Antonio foi listado pela FORBES em 2011 entre os 12 parque nacionais mais belos do mundo.

## Lista dos Parques Nacionais da Costa Rica
- Parque Nacional Vulcão Arenal
- Parque Nacional Barbilla
- Parque Nacional Barra Honda
- Parque Nacional Braulio Carrillo
- Parque Nacional Cahuita
- Parque Nacional Carara
- Parque Nacional Chirripó
- Parque Nacional Ilha do Coco
- Parque Nacional Corcovado
- Parque Nacional Diria
- Parque Nacional Guanacaste
- Parque Nacional Vulcão Irazú
- Parque Nacional Juan Castro Blanco
- Parque Nacional La Amistad
- Parque Nacional La Cangreja
- Parque Nacional Marinho La Baulas
- Parque Nacional Manuel Antonio
- Parque Nacional Palo Verde
- Parque Nacional Piedras Blancas
- Parque Nacional Vulcão Poás
- Parque Nacional Vulcão Rincón de la Vieja
- Parque Nacional Santa Rosa
- Parque Nacional Tapantí
- Parque Nacional Vulcão Tenório
- Parque Nacional Tortuguero
- Parque Nacional Vulcão Turrialba